# Noors voetbalelftal in 2012
Het Noors voetbalelftal speelde in totaal twaalf officiële interlands in het jaar 2012, waaronder vier wedstrijden in de kwalificatiereeks voor de WK-eindronde 2014 in Brazilië. De selectie stond voor het vierde opeenvolgende jaar onder leiding van bondscoach Egil Olsen. Op de FIFA-wereldranglijst handhaafde Noorwegen zich in 2012 op de 24ste plaats (januari 2012 – december 2012).

## Balans
| Wedstrijden | Wedstrijden | Wedstrijden | Wedstrijden | Doelpunten | Doelpunten | Doelpunten | Punten |
| Gespeeld    | Winst       | Gelijk      | Verlies     | Voor       | Tegen      | Saldo      | Punten |
| ----------- | ----------- | ----------- | ----------- | ---------- | ---------- | ---------- | ------ |
| 12          | 5           | 3           | 4           | 16         | 14         | +2         | 1.083  |

## Interlands
|                                                                 |          |                      |           |                                                                                             |
| 18 januari Vriendschappelijk № 765 «onderlinge duels» 17:00 uur | Thailand | 0 – 1                | Noorwegen | Rajamangala Stadion, Bangkok Toeschouwers: 20.000 Scheidsrechter: Mongkolchai Pechsri (THA) |
| 18 januari Vriendschappelijk № 765 «onderlinge duels» 17:00 uur |          | 83' Tore Reginiussen |           | Rajamangala Stadion, Bangkok Toeschouwers: 20.000 Scheidsrechter: Mongkolchai Pechsri (THA) |

|                                                                  |               |                                                           |           |                                                                            |
| 29 februari Vriendschappelijk № 766 «onderlinge duels» 19:45 uur | Noord-Ierland | 0 – 3                                                     | Noorwegen | Windsor Park, Belfast Toeschouwers: 10.500 Scheidsrechter: Huw Jones (WAL) |
| 29 februari Vriendschappelijk № 766 «onderlinge duels» 19:45 uur |               | 44' Håvard Nordtveit 88' Tarik Elyounoussi 90' Espen Ruud |           | Windsor Park, Belfast Toeschouwers: 10.500 Scheidsrechter: Huw Jones (WAL) |

|                                                             |           |                 |          |                                                                                  |
| 26 mei Vriendschappelijk № 767 «onderlinge duels» 20:45 uur | Noorwegen | 0 – 1           | Engeland | Ullevaal Stadion, Oslo Toeschouwers: 21.496 Scheidsrechter: Michael Weiner (GER) |
| 26 mei Vriendschappelijk № 767 «onderlinge duels» 20:45 uur |           | 9' Ashley Young |          | Ullevaal Stadion, Oslo Toeschouwers: 21.496 Scheidsrechter: Michael Weiner (GER) |

|                                                             |                       |       |                      |                                                                                  |
| 2 juni Vriendschappelijk № 768 «onderlinge duels» 19:00 uur | Noorwegen             | 1 – 1 | Kroatië              | Ullevaal Stadion, Oslo Toeschouwers: 14.208 Scheidsrechter: Sergey Karasev (RUS) |
| 2 juni Vriendschappelijk № 768 «onderlinge duels» 19:00 uur | Tarik Elyounoussi 90' |       | 79' Eduardo da Silva | Ullevaal Stadion, Oslo Toeschouwers: 14.208 Scheidsrechter: Sergey Karasev (RUS) |

|                                                                  |                                         |       |                                                                     |                                                                              |
| 15 augustus Vriendschappelijk № 769 «onderlinge duels» 20:00 uur | Noorwegen                               | 2 – 3 | Griekenland                                                         | Ullevaal Stadion, Oslo Toeschouwers: 13.680 Scheidsrechter: Alan Kelly (IRL) |
| 15 augustus Vriendschappelijk № 769 «onderlinge duels» 20:00 uur | Brede Hangeland 13' John Arne Riise 75' |       | 7' Vasilis Torosidis 11' Kyriakos Papadopoulos 56' Kostas Mitroglou | Ullevaal Stadion, Oslo Toeschouwers: 13.680 Scheidsrechter: Alan Kelly (IRL) |

|                                                                        |                                         |       |           |                                                                                      |
| 7 september WK-kwalificatie Groep E № 770 «onderlinge duels» 19:45 uur | IJsland                                 | 2 – 0 | Noorwegen | Laugardalsvöllur, Reykjavik Toeschouwers: 8.451 Scheidsrechter: Antony Gautier (FRA) |
| 7 september WK-kwalificatie Groep E № 770 «onderlinge duels» 19:45 uur | Kári Árnason 21' Alfreð Finnbogason 81' |       |           | Laugardalsvöllur, Reykjavik Toeschouwers: 8.451 Scheidsrechter: Antony Gautier (FRA) |

|                                                                         |                                                   |       |                 |                                                                                 |
| 11 september WK-kwalificatie Groep E № 771 «onderlinge duels» 20:00 uur | Noorwegen                                         | 2 – 1 | Slovenië        | Ullevaal Stadion, Oslo Toeschouwers: 11.168 Scheidsrechter: Fırat Aydınus (TUR) |
| 11 september WK-kwalificatie Groep E № 771 «onderlinge duels» 20:00 uur | Markus Henriksen 26' John Arne Riise 90+4' (pen.) |       | 16' Marko Šuler | Ullevaal Stadion, Oslo Toeschouwers: 11.168 Scheidsrechter: Fırat Aydınus (TUR) |

|                                                                       |                      |       |                     |                                                                                  |
| 12 oktober WK-kwalificatie Groep E № 772 «onderlinge duels» 20:30 uur | Zwitserland          | 1 – 1 | Noorwegen           | Stade de Suisse, Bern Toeschouwers: 31.516 Scheidsrechter: David Fernández (ESP) |
| 12 oktober WK-kwalificatie Groep E № 772 «onderlinge duels» 20:30 uur | Mario Gavranović 79' |       | 81' Brede Hangeland | Stade de Suisse, Bern Toeschouwers: 31.516 Scheidsrechter: David Fernández (ESP) |

|                                                                       |                          |       |                                                                  |                                                                                           |
| 16 oktober WK-kwalificatie Groep E № 773 «onderlinge duels» 20:30 uur | Cyprus                   | 1 – 3 | Noorwegen                                                        | Antonis Papadopoulos Stadion, Larnaca Toeschouwers: 3.500 Scheidsrechter: Paweł Gil (POL) |
| 16 oktober WK-kwalificatie Groep E № 773 «onderlinge duels» 20:30 uur | Eustathios Aloneftis 42' |       | 44' Brede Hangeland 81' (pen.) Tarik Elyounoussi 83' Joshua King | Antonis Papadopoulos Stadion, Larnaca Toeschouwers: 3.500 Scheidsrechter: Paweł Gil (POL) |

|                                                                  |           |                                            |           |                                                                                              |
| 13 november Vriendschappelijk № 774 «onderlinge duels» 20:00 uur | Hongarije | 0 – 2                                      | Noorwegen | Szusza Ferenc Stadion, Boedapest Toeschouwers: 16.000 Scheidsrechter: Marijo Strahonja (CRO) |
| 13 november Vriendschappelijk № 774 «onderlinge duels» 20:00 uur |           | 39' Håvard Nielsen 79' Mohammed Abdellaoue |           | Szusza Ferenc Stadion, Boedapest Toeschouwers: 16.000 Scheidsrechter: Marijo Strahonja (CRO) |

## FIFA-wereldranglijst
| JAN | FEB | MAR | APR | MEI | JUN | JUL | AUG | SEP | OKT | NOV | DEC |
| --- | --- | --- | --- | --- | --- | --- | --- | --- | --- | --- | --- |
| 24  | 24  | 24  | 24  | 24  | 26  | 24  | 25  | 34  | 26  | 26  | 24  |

## Statistieken
| Rune Jarstein            | 1984-09-29 | Viking FK           | 8 | 0 | 0 | 25  | 0  |
| Espen Bugge Pettersen    | 1980-05-10 | Molde FK            | 2 | 1 | 0 | 6   | 0  |
| Verdediging              |            |                     |   |   |   |     |    |
| Brede Hangeland          | 1981-06-20 | Fulham FC           | 8 | 0 | 3 |     |    |
| John Arne Riise          | 1980-09-24 | Fulham FC           | 8 | 0 | 2 | 108 | 16 |
| Håvard Nordtveit         | 1990-06-21 | Borussia M'gladbach | 6 | 0 | 1 |     |    |
| Espen Ruud               | 1984-02-26 | Odense BK           | 5 | 4 | 1 | 24  | 1  |
| Vadim Demidov            | 1985-10-10 | Celta de Vigo       | 4 | 0 | 0 |     |    |
| Vegard Forren            | 1988-02-16 | Molde FK            | 4 | 0 | 0 |     |    |
| Tom Høgli                | 1984-02-14 | Club Brugge         | 4 | 0 | 0 |     |    |
| Kjetil Wæhler            | 1976-03-16 | IFK Göteborg        | 2 | 0 | 0 |     |    |
| Thomas Rogne             | 1990-06-29 | Celtic FC           | 1 | 1 | 0 |     |    |
| Steffen Hagen            | 1986-03-08 | Odd Grenland        | 1 | 0 | 0 |     |    |
| Vegar Eggen Hedenstad    | 1991-06-26 | SC Freiburg         | 1 | 0 | 0 |     |    |
| Even Hovland             | 1989-02-14 | Molde FK            | 1 | 0 | 0 |     |    |
| Lars Christopher Vilsvik | 1988-10-18 | Strømsgodset IF     | 1 | 0 | 0 |     |    |
| Tore Reginiussen         | 1986-04-10 | Rosenborg Trondheim | 0 | 3 | 1 |     |    |
| Kim André Madsen         | 1989-03-12 | Strømsgodset IF     | 0 | 1 | 0 |     |    |
| Middenveld               |            |                     |   |   |   |     |    |
| Markus Henriksen         | 1992-07-25 | AZ Alkmaar          | 9 | 1 | 1 |     |    |
| Daniel Braaten           | 1982-05-25 | Toulouse FC         | 7 | 2 | 0 |     |    |
| Ruben Yttergård Jenssen  | 1988-05-04 | Tromsø IL           | 5 | 2 | 0 |     |    |
| Magnus Wolf Eikrem       | 1990-08-08 | Molde FK            | 3 | 2 | 0 |     |    |
| Morten Gamst Pedersen    | 1981-09-08 | Blackburn Rovers    | 3 | 0 | 0 |     |    |
| Alexander Tettey         | 1986-04-04 | Norwich City        | 2 | 0 | 0 |     |    |
| Valon Berisha            | 1993-02-07 | Red Bull Salzburg   | 1 | 5 | 0 |     |    |
| Christian Grindheim      | 1983-07-17 | FC København        | 1 | 3 | 0 |     |    |
| Bjørn Helge Riise        | 1983-06-21 | Lillestrøm SK       | 1 | 1 | 0 |     |    |
| Harmeet Singh            | 1990-11-12 | Feyenoord           | 1 | 0 | 0 |     |    |
| Jonathan Parr            | 1988-10-21 | Crystal Palace      | 0 | 2 | 0 |     |    |
| Simen Brenne             | 1981-03-17 | Odd Grenland        | 0 | 1 | 0 | 13  | 1  |
| Thomas Drage             | 1992-02-20 | Tromsø IL           | 0 | 1 | 0 |     |    |
| Ardian Gashi             | 1981-06-20 | Helsingborgs IF     | 0 | 1 | 0 |     |    |
| Anders Konradsen         | 1990-07-18 | Strømsgodset IF     | 0 | 1 | 0 |     |    |
| Aanval                   |            |                     |   |   |   |     |    |
| Tarik Elyounoussi        | 1988-02-23 | Rosenborg BK        | 8 | 1 | 3 |     |    |
| Alexander Søderlund      | 1987-08-03 | FK Haugesund        | 3 | 5 | 0 |     |    |
| Mohammed Abdellaoue      | 1985-10-23 | Hannover 96         | 3 | 1 | 1 |     |    |
| Erik Huseklepp           | 1984-09-05 | SK Brann Bergen     | 3 | 1 | 0 | 30  | 7  |
| Mustafa Abdellaoue       | 1988-08-01 | FC København        | 2 | 1 | 0 |     |    |
| Håvard Nielsen           | 1993-07-15 | Red Bull Salzburg   | 1 | 0 | 1 |     |    |
| Jo Inge Berget           | 1990-09-11 | Molde FK            | 1 | 0 | 0 |     |    |
| Joshua King              | 1992-01-15 | Blackburn Rovers    | 0 | 4 | 1 |     |    |